# Eni
Eni（エニ、伊: Eni S.p.A.）は、イタリアの半国有石油・ガス会社である。イタリア最大の工業会社であり、70ヶ国に展開する。イタリア証券取引所、ニューヨーク証券取引所上場企業（BIT: ENI、NYSE: E）。
社名は炭化水素公社 (Ente Nazionale Idrocarburi) の略である。

## 株式
設立以来、イタリア政府が100%株式を保有していたが、1995年以降、段階的に株式を売却し、現在の政府保有率は30%である。ただしそれに加え、重要な決定に拒否権を有する黄金株が20%、Cassa depositi e prestiti を通じ間接的に保有する株が10%ある。

## 沿革
1926年、ムッソリーニ政権下で、イタリア政府が60%出資して設立したアジップ（イタリア石油公団）が母体である。
1953年、アジップと他の石油ガス関連企業を統合し、誕生した。なお、1957年に設立されミラノに拠点を持つ石油・ガス会社のサイペムは、エニのグループ企業であるが、エニに先立ち1984年に単独で株式公開を行っている。
シチリア島南部のジェーラに石油・ガス精製拠点を持つ。1959年からイタリアの旧植民地であるリビアでの事業を展開し、2004年10月よりリビアの国営石油会社National Oil Company（NOC）と合弁で、リビアとジェーラをパイプラインで結ぶガス輸送を開始した。
2003年、アジップを吸収合併。
アジップのブランド名は2010年にエニと統合され、日本でも2011年4月から、輸入されるエンジンオイルのブランド名がエニに変更された。
2013年より、中部電力が韓国ガス公社と共同で、エニからのLNG共同購入を行っている。

## モータースポーツ

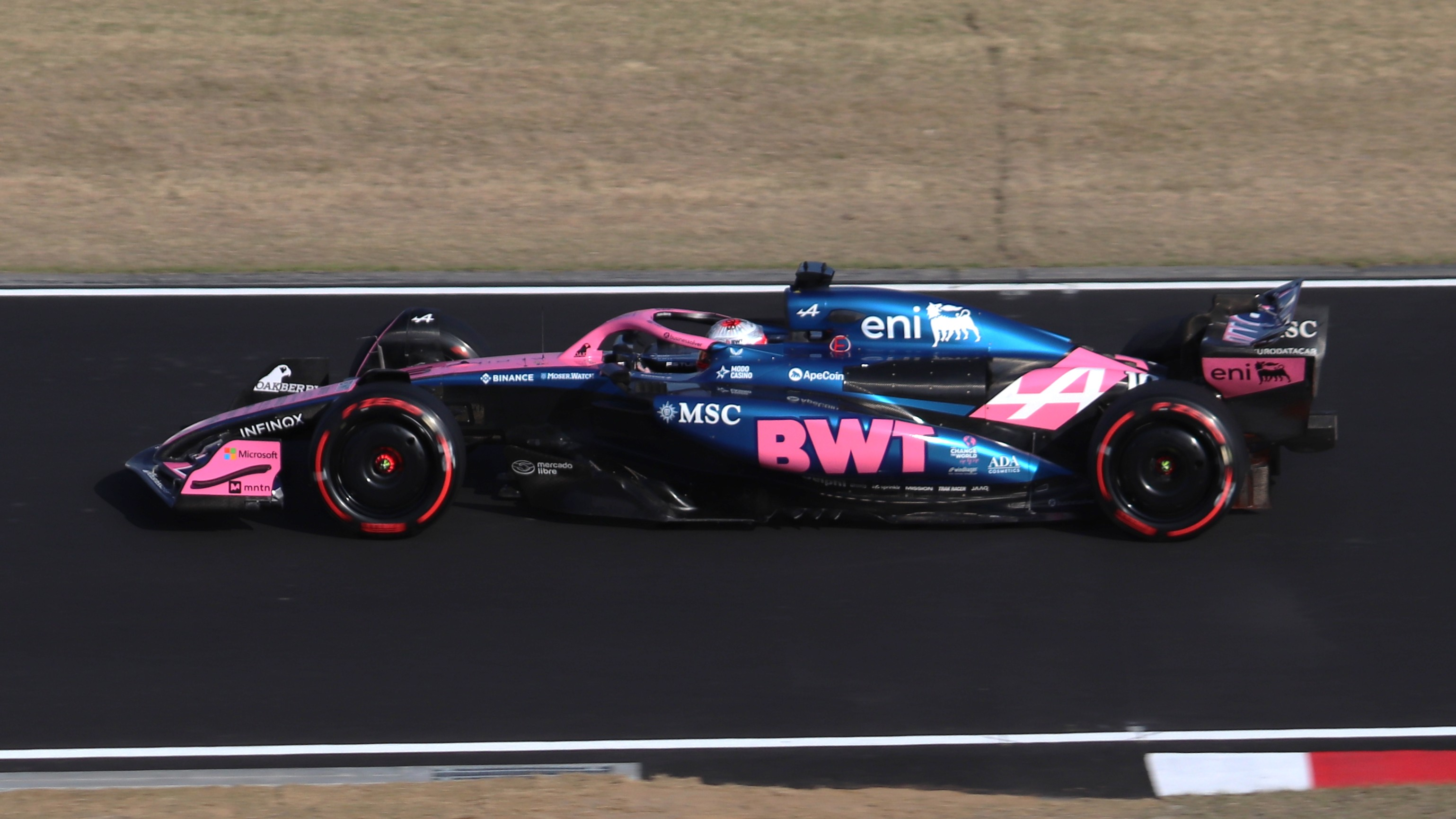
アルピーヌ・A525

2025年2月、ルノーグループ及びアルピーヌF1との提携を発表。同年よりチームスポンサーとなることに加え、2026年以降のフォーミュラ1（F1）で使用される100%再生可能燃料について、アルピーヌへの供給を行うことが明らかになった。F1へは旧アジップ時代の2000年以来の復帰となる。